# Nawozy U
Nawozy U – nawozy dolistne utrudniające rozwój chorób i szkodników roślin. 
Te ich właściwości „U” wykorzystuje się przy opracowywaniu programu opryskiwania i dokarmiania dolistnego nimi roślin w Integrowanej Produkcji Owoców.  
Z punktu widzenia dokarmiania wyróżnia się:
- nawozy „U” kompletne, zawierające wszystkie składniki potrzebne do wzrostu w stosunku zrównoważonym względem wymagań pokarmowych roślin,
- nawozy „U” specjalistyczne, zawierające jeden lub dwa składniki pokarmowe wyraźnie dominujące np. azot, potas, wapń, fosfor, zaś wszystkie pozostałe składniki w małym udziale; nazwa tych nawozów pochodzi od składnika dominującego, np. nawóz „U” azotowy - jeśli dominuje azot, nawóz „U” potasowy - jeśli dominuje potas, itd.

Z punktu widzenia utrudniania rozwoju na roślinie patogenów nawozy „U” dzieli się na:
- mocno zasadowe,
- mocno octanowe,
- zawierające odpowiednio duże stężenie mikroelementów, toksyczne dla patogenów ale jeszcze nie fitotoksyczne dla roślin,
- zawierające koloidalną krzemionkę,
- forte, tj. jednocześnie mocno zasadowe i mocno octanowe lub zawierające duże stężenia mikroelementów bądź koloidalną krzemionkę.

Nawozy „U” są nieszkodliwe dla owadów dorosłych, w tym dla nalatujących np. pszczół, trzmieli, muchówek, natomiast uniemożliwiają one owadom przechodzenie cyklu rozwojowego na roślinie gdyż niszczą najmłodsze stadia, tj. jaja i młode larwy.
W Polsce pierwszym nawozem „U” zasadowym była Florogama „O”, a pierwszym nawozem „U” octanowym był Ekolist.